# Dritter Marathenkrieg

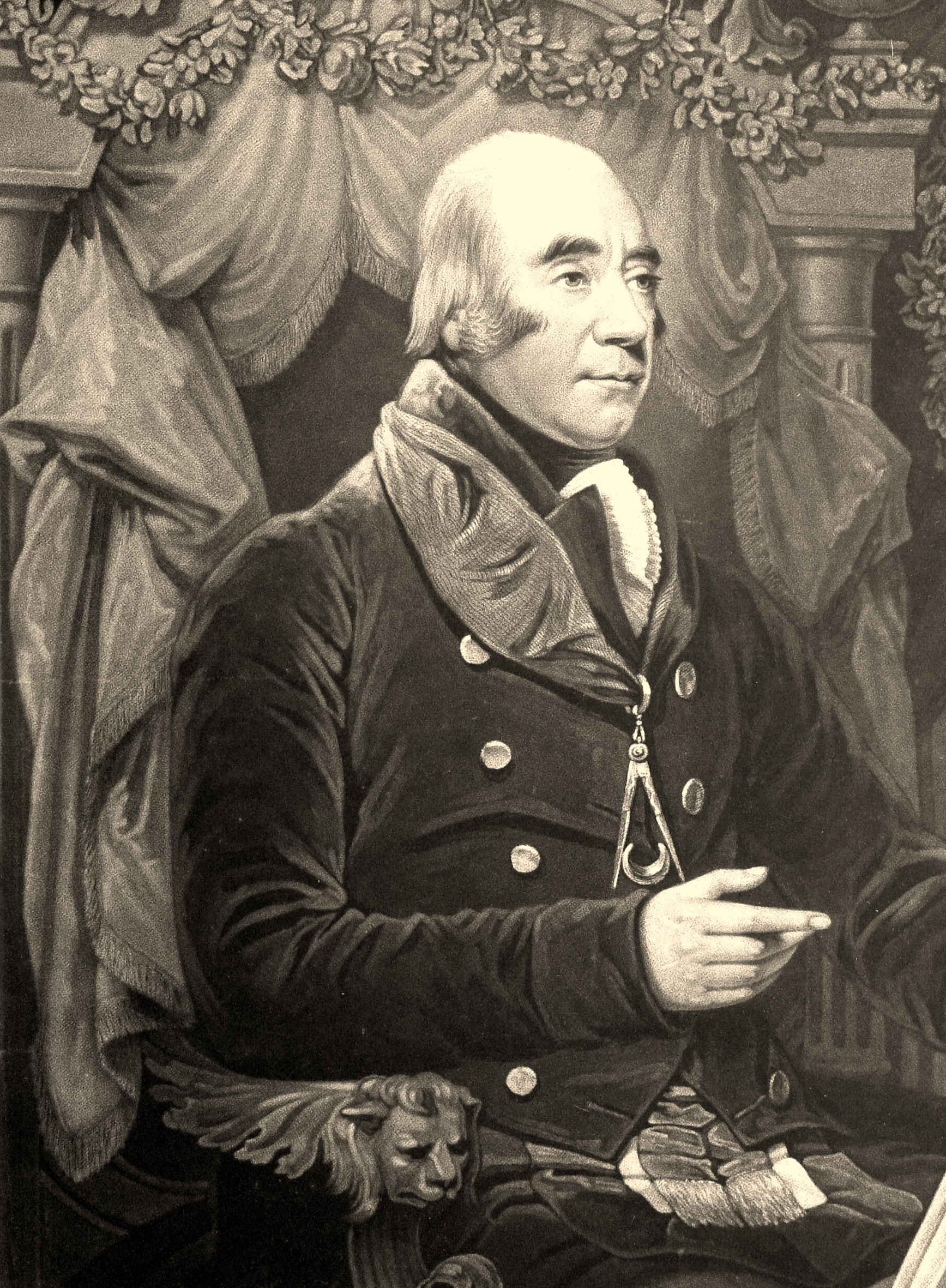
Francis Rawdon-Hastings

Der Dritte Marathenkrieg war eine militärische Auseinandersetzung zwischen der Britischen Ostindien-Kompanie und dem Marathenreich in den Jahren 1817/18.

## Hintergrund
Das Marathenreich, eine Konföderation von Kleinkönigen, war Rückzugsraum für die Pindari. Die Pindari waren irreguläre Kavallerieeinheiten, die mit Duldung einiger Marathenführer, besonders seitens der Scindia von Gwalior und Holkar von Indore, Raubzüge ins Territorium der Britischen Ostindien-Kompanie unternahmen und weiträumige Verwüstungen in Zentral- und Südindien anrichteten.
Bereits im Vorfeld unternahm der britische Generalgouverneur Francis Rawdon-Hastings Vorbereitungen, um die Gefahr, die von den Pindari ausging, zu beseitigen. Er versicherte sich, dass Hyderabad sowie Avadh still hielten und überwand den Widerstand derjenigen in den Reihen der Ostindien-Kompanie, die die Gefahren und Kosten eines Krieges scheuten.
Im Jahr 1815 bat das zwischen Gwalior und Indore gelegene, strategisch wichtige Bhopal um britischen Schutz, den Hastings gewährte. Proteste seitens der Scindia und der Verwaltung der Ostindien-Kompanie ignorierte er. Bestrebungen lokaler Grundbesitzer, sich auf britischem Territorium Souveränität anzueignen, unterdrückte er mit Gewalt, um die Gefahr eines Aufstands während des Feldzugs auszuschalten. Im Jahr 1816 zerstörten 5000 Pindaris über 300 Dörfer in den nördlichen Distrikten. Dieser Überfall überzeugte den Rat der Ostindien-Kompanie, die Pindari trotz des Risikos eines Krieges mit den Marathen unschädlich zu machen.
Peshwa Baji Rao II. und Scindia wurden gezwungen Abkommen zu unterschreiben, die ihre Kooperation im Falle eines Krieges mit den Pindari sicherstellen sollten.
Währenddessen waren Amir Khan, dem Anführer der Pindari, die Vorbereitungen der Briten nicht verborgen geblieben, und so nahm er Verbindung mit den Briten auf, um sich in Sicherheit zu bringen. Ein Vertrag wurde ausgehandelt, in dem die Briten ihm seine sich unrechtmäßig von Indore angeeigneten Territorien garantierten. Im Gegenzug sollte er seine Artillerie übergeben und seine Armee auflösen. Am 9. November 1817 wurde der Vertrag unterzeichnet und Amir Khan wurde zum Nawab von Tonk.

## Verlauf
Hastings’ Plan sah vor zwei Armeen mit insgesamt 120.000 Mann gegen die 30.000 Pindari ins Feld zu schicken. Eine nördliche, unter seinem Befehl (Bengal Army) und eine südliche unter dem Befehl Sir Thomas Hislops (Army of the Deccan).
Baji Rao II. hatte sich inzwischen, entgegen seinen Zusagen, zum Krieg gegen die Briten entschlossen und griff am 5. November bei Kirki mit 20.000 Mann die 800 Briten und 2000 Sepoys unter dem Befehl Mountstuart Elphinstones an. Trotz dieser Überlegenheit erlitt Baji Rao II. eine Niederlage und verhielt sich eine Woche lang ruhig. Mittlerweile hatten die Briten Verstärkung erhalten und schlugen den Peshwa in einem Gefecht bei Yeradoa. Der Peshwa floh südwärts und die Briten besetzten Pune.
Ende November folgte der Bhonsle Mudhoji II. dem Beispiel Baji Raos II. und griff die britische Residentur in Nagpur an. Am Abend des 26. November kam es zum Gefecht von Sitabaldi. 1500 britische Sepoys hielten 20.000 Mann und 36 Kanonen Mudhoji II. stand. Obwohl die Niederlage nicht entscheidend war, suchte Mudhoji II. umgehend um einen Waffenstillstand nach. Mitte Dezember erreichte eine britische Division unter Doveton Nagpur und Mudhoji II. kapitulierte. Seine Armee verweigerte den Gehorsam und so kam es in Nagpur doch noch zu Feindseligkeiten, die die Briten für sich entschieden.
Ende November war auch Indore in den Krieg eingetreten. Doch bereits am 21. Dezember 1817 war die Armee Indores in der Schlacht von Mahidpur, der einzigen größeren Schlacht des Kriegs geschlagen worden, die Niederlage der Holkar war vollständig. Ende Dezember baten sie um Frieden.
Nach der Niederlage der Marathenstaaten ergaben sich viele Pindari den Briten. Trotzdem waren die noch bis Februar 1818 beschäftigt die restlichen Pindari vollständig zu zerstreuen. Am 1. Januar 1818 kam es bei Koregaon noch einmal zu einem Gefecht zwischen 28.000 Mann des Peshwas und 900 Sepoys. 

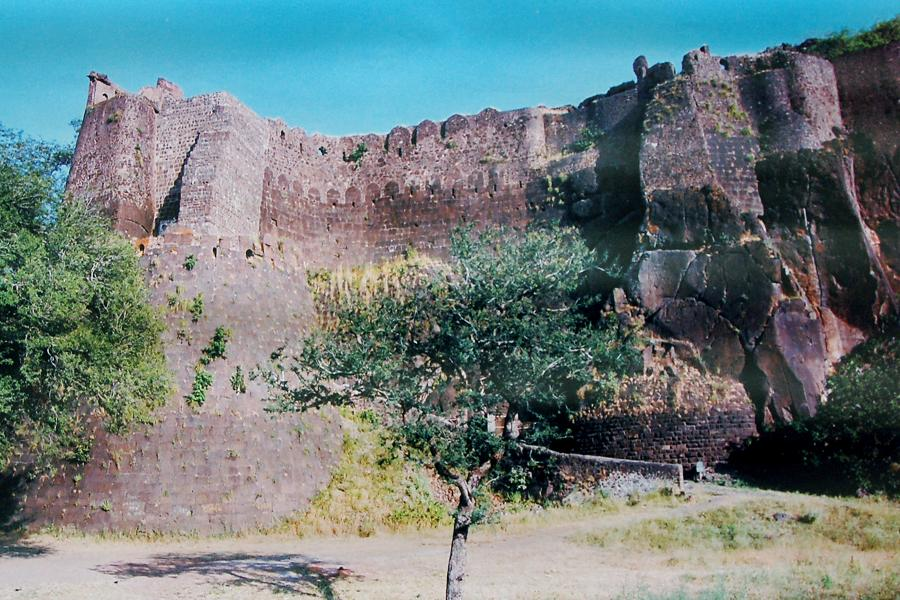
Asirgarh-Fort

Es gelang den Sepoys standzuhalten, bis der Peshwa aus Angst vor britischer Verstärkung weiter zog.
Am 20. Februar kam es bei Ashti zu einem Kavalleriegefecht mit den Truppen des Peshwa, das ebenfalls die Briten für sich entschieden. Trotzdem gelang es dem Peshwa, sich weiter mit seiner Armee den Briten zu entziehen, bis er im Mai Kontakt mit Sir John Malcolm aufnahm. Am 2. Juni 1818 ergab sich Peshwa Baji Rao II. Er wurde mit einer Pension in Höhe von 800.000 Rupien, etwa 80.000 Pfund, abgefunden.
Bis auf die Belagerung der Festung Asirgarh, deren Kommandant sich weigerte zu kapitulieren und die sich bis April 1819 hinzog, waren alle Kampfhandlungen abgeschlossen.

## Folgen und Auswirkungen des Krieges
Das ursprüngliche Ziel des Krieges, die Beseitigung der von den Pindari ausgehenden Gefahr war ebenfalls vollständig und ohne große Verluste erreicht worden. Der schnelle Sieg der Briten sowie die Kapitulation des Peshwa Baji Rao II. führte zum Zerfall des Marathenbundes und dem Verlust ihrer Souveränität an die Eroberer. Das Territorium des Peshwas war bis auf das kleine Fürstentum Satara vollständig annektiert worden. Teile Indores und Berars gingen ebenfalls an die Briten. Rajputana und Zentralindien wurden Vasallen der Britischen Ostindien-Kompanie. Bis auf Punjab, Sindh und Assam waren die Briten nun Herren in ganz Indien.
Nach Ende des Feldzuges kam es zum Streit über die Aufteilung der Beute, des sogenannten Deccan Prize. Die Bengal Army war unter dem Befehl Francis Rawdon-Hastings´ in keine Kampfhandlungen verwickelt worden. Im Gegensatz dazu hatte die Army of the Deccan unter General Hislop den Großteil der Beute sichergestellt. Trotzdem forderte Rawdon für sich und seine Armee einen Anteil am Verkaufserlös. Die Angelegenheit kam vor den Privy Council. Dieser entschied, dass die Bengal Army dadurch einen Anspruch auf einen Anteil habe, da sie anwesend gewesen sei und feindliche Kräfte gebunden habe.